# Jearl Miles Clark
Jearl Miles Clark (Gainesville, Florida; 4 de septiembre de 1966) es una atleta estadounidense retirada, especialista en la prueba de 400 m y relevo 4 x 400 metros, en las que ha logrado ganar numerosas medallas en competiciones internacionales.

## Carrera deportiva
Sus mayores éxitos deportivos son: el oro olímpico en Atlanta 1996, por delante de Nigeria y Alemania, y cuatro años después volvió a conseguir el oro en las Olimpiadas de Sídney 2000 por delante de Jamaica y Rusia.
En el mundial de Stuttgart 1993 ganó dos medallas de oro: en 400 metros con un tiempo de 49.82 segundos —por delante de su compatriota Natasha Kaiser-Brown y de la jamaicana Sandie Richards— y en relevos 4 x 400 m, por delante de Rusia y Reino Unido.
Dos años más tarde, en el mundial de Gotemburgo 1995 volvió a ganar el oro en relevos 4 x 400 m, por delante de Rusia y Australia.
Y ocho años más tarde, en el Mundial de París 2003 volvió a ganar la medalla de oro en los relevos 4 x 400 metros, con un tiempo de 3:22.63 segundos, por delante de Rusia y Jamaica, siendo sus compañeras de equipo: Demetria Washington, Me'Lisa Barber y Sanya Richards.